# Federació de Treballadors de la Regió Espanyola
Federació de Treballadors de la Regió Espanyola (FTRE) fou una organització sindical creada a Barcelona el setembre de 1881, constituïda sota l'empenta de les societats obreres de Barcelona, adoptant l'estructura que s'havia aprovat per a la Federació Regional Espanyola de l'AIT en el congrés de 1870 (sindicats d'ofici, federacions locals, federacions estatals) i seguint una línia més obrerista, oposada a la política parlamentària, amb els trets característics de la filosofia de Mikhail Bakunin. Els dirigents anacosindicalistes de Barcelona, afiliats a la FRE de l'AIT, emprengueren l'acció de constituir una nova organització per acabar amb la clandestinitat que feia anys patia la FRE i que la conduïa a una inactivitat total.

## El Primer Congrés de la FTRE
El dia 10 de juliol de 1881 publicaren un manifest, signat per 50 societats obreres, convocant un congrés per als dies 23, 24 i 25 de setembre. El congrés se celebrà amb l'assistència de 140 delegats que representaven a 162 societats obreres de 70 localitats (35 de les quals eren de Catalunya). Es nomenà una Comissió Federal formada per Francesc Tomàs Oliver, Antoni Pellicer i Paraise, Eudald Canivell i Masbernat, Rafael Farga i Pellicer i Josep Llunas i Pujals amb seu a Barcelona. Ràpidament s'adheriren a la nova Federació les antigues societats de la FRE. El mes de febrer de 1882 la FTRE tenia 93 federacions locals i 280 seccions, i el mes d'agost comptava amb 185 federacions locals, 561 seccions i 45.600 federats.

## El Segon Congrés de la FTRE
Quan el mes de setembre de 1882 celebrà un segon congrés a Sevilla, la Federació tenia prop de 58.000 afiliats que es repartien en 218 federacions locals. En aquest congrés es va produir un enfrontament entre els anarco-col·lectivistes catalans i els anarco-comunistes andalusos, i amb majoria d'afiliació. Aquestes diferències es devien a la diferent situació laboral i econòmica que existia entre els obrers manufacturers dels pobles i ciutats de Catalunya, i les condicions socials que patien els jornalers i temporers dels camperols d'Andalusia. Arran de la forta repressió policial a Andalusia pels fets de La Mano Negra, els anarco-comunistes retreieren als anarco-col·lectivistes el seu legalisme, mentre el govern torturava els treballadors andalusos.

## El Tercer Congrés de la FTRE
Del 4 al 8 d'octubre de 1883 se celebrà a València el tercer congrés, amb assistència de 121 delegats que representaven 88 federacions locals i 62 seccions d'oficis. Llavors la FTRE es componia de 14 federacions comarcals, 218 federacions locals i 550 seccions. En aquest congrés hagué un enfrontament entre els partidaris de mantenir la Federació dins la legalitat i els que pensaven que amb la legalitat a la mà el govern els empresonava i torturava. Aquests últims, encapçalats per Francisco Gajo, Manuel Pedrote i Miquel Rubio, van fer unes trobades paral·leles i van constituir Los Desheredados. Organización revolucionaria anarquista, raó per la qual serien expulsats de la FTRE.
També es va decidir que la Comissió Federal residís a Valladolid, elegint-se secretari Indalecio Cuadrado de la Unió de Noògrafs. El setembre de 1884 se celebrà a Barcelona un congrés extraordinari, amb assistència de 64 delegats que decidien que la FTRE passés a la clandestinitat i que les seccions i federacions es comuniquessin entre elles de la manera que consideressin més convenient. Això no fou acceptat pels dirigents catalans que continuen defensant l'anarcosindicalisme per la via legal. A través de la Revista Social endegaren una campanya cercant adhesions i van convocar un congrés a Madrid el maig de 1885, on hi van ser representades 17 federacions locals, sense que s'aconseguís aturar el desmembrament de la Federació, que hagué de celebrar un nou congrés a Barcelona el juliol de 1885, i que tampoc va servir per acostar posicions.
El maig de 1887 celebrà un nou congrés a Madrid en el qual només van assistir 16 delegats. La nova Comissió Federal s'establí a Barcelona i caminava cap a la seva dissolució, feta a Barcelona en un darrer congrés el maig de 1888. El sector més sindicalista intenta crear una nova organització, la Federació Espanyola de Resistència al Capital (FERC). La branca anarquista de la FTRE organitzà a València, l'octubre de 1888, l'Organització Anarquista de la Regió Espanyola (OARE) on se certificà la dissolució efectiva de la FTRE